# Ruta de Nueva Jersey 17
La Ruta 17 es una carretera estatal en Condado de Bergen en Nueva Jersey. La ruta es 27.20-millas (43.77 km) de longitud y va de Ruta de Nueva Jersey 7 en North Arlington norte a Interestatal 287 y Ruta de Nueva York 17 en la frontera de Nueva York en Mahwah.